# Crims (programa de televisión)
Crims (en español: Crímenes) es un programa de televisión de España sobre crimen real, coproducido por la Corporación Catalana de Medios Audiovisuales y la productora Goroka y presentado por Carles Porta. Está basado en el programa de radio homónimo, emitido en Catalunya Ràdio desde 2018. El primer capítulo fue emitido en TV3 el 3 de febrero de 2020.
Los capítulos están parcialmente subtitulados en catalán (las intervenciones en castellano no lo están) y se prevé que lo estén también en castellano, (disponible en M+), inglés y árabe.
En la temporada 3 de Crims, en el capítulo La chica de Portbou, TV3 rompió récord de audiencia con casi 1.000.000 de espectadores.

## Sinopsis
El programa describe, a través de capítulos televisivos de entre 50 minutos y una hora de duración, crímenes reales sucedidos en Cataluña (y en algunos casos también en otros territorios u otros países) de la segunda mitad del XX y del xxi El género discursivo utilizado es el de la crónica negra novelada, conducida con rasgos de solemnidad y austeridad por el aclamado presentador de radio y televisión Carles Porta -que introduce cada caso y es quien abre las líneas de investigación o desvela nuevos hechos de cada capítulo- y combinada con la participación de personas que, de manera directa o indirecta, formaron parte del caso: familiares y amistades de las víctimas, cuerpos policiales como los Mozos de Escuadra o la Guardia Civil, médicos forenses, jueces instructores, periodistas de sucesos tales como Mayka Navarro o Tura Soler, abogados representantes de las partes e incluso algunos de los acusados inicialmente.
En cada capítulo, los testimonios de personas implicadas y las narraciones noveladas acompañan de reconstrucciones ficticias de los hechos y también de imágenes de archivo de TV3, recortes de prensa, documentación policial y planes aéreos realizados por dron los municipios y las áreas donde se desarrollaron los hechos.

## Episodios
A lo largo de sus 5 temporadas televisivas y el especial sobre el Crimen de la Guardia Urbana, la serie ha conseguido mantener una media de audiencia del 20%, liderando la franja televisiva de los lunes en la televisión catalana.
| Temporada                    | Temporada                                       | Episodios           | Fecha de emisión         | Fecha de emisión       | Audiencia              | Audiencia |
| Temporada                    | Temporada                                       | Episodios           | Inicio                   | Fin                    | Audiencia              | Audiencia |
| ---------------------------- | ----------------------------------------------- | ------------------- | ------------------------ | ---------------------- | ---------------------- | --------- |
|                              | 1                                               | 10                  | 3 de febrero de 2020     | 23 de marzo de 2020    | 463.000 espectadores   | 19,4%     |
| Especial (¿Por qué matamos?) | 1                                               | 28 de abril de 2020 | 28 de abril de 2020      |                        | 463.000 espectadores   | 19,4%     |
|                              | 2                                               | 10                  | 22 de febrero de 2021    | 10 de mayo de 2021     | 478.000 espectadores   | 18,7%     |
|                              | Especial: El Crimen de la Guardia Urbana (2021) | 4                   | 13 de septiembre de 2021 | 11 de octubre de 2021  | 446.000 espectadores   | 20,4%     |
|                              | 3                                               | 12                  | 2 de mayo de 2022        | 5 de diciembre de 2022 | 960.000 espectadores   | 35,6%     |
|                              | 4                                               | 6                   | 20 de marzo de 2023      | 24 de abril de 2023    | 541.000 espectadores   | 24,2%     |
|                              | 5                                               | 8                   | 27 de enero de 2025      | 17 de marzo de 2025    | 1.500.000 espectadores | 21,2%     |
| Total                        | Total                                           | 51                  | 2020                     |                        |                        |           |

## Críticas
Una vez se empezó a emitir en la televisión, la crítica televisiva le otorgó muy buenos comentarios por su cuidadosa búsqueda de datos y por su espíritu fidedigno, realista y respetuoso, tratándose de una cadena pública. Las opiniones publicadas coincidían que su diseño coincidía a la perfección con el género del crimen real.
El diario The Huffington Post, a través de su portal El Televisero, detalló su que «tiene el morbo necesario de cualquier novela negra, pero con el cuidado exquisito que exige el sentido común. Crímenes no cuida solo el contenido, sino también el envoltorio». Por su parte, el diario Ara destacó las recreaciones excelentes, así como la iluminación y la fotografía elegidas: «Crímenes es riguroso periodísticamente y hábil en la descripción, sin ser amarillo ni exhibicionista». La Vanguardia, paralelamente, destacó el grado de fidelización de los espectadores y el éxito conseguido en diferentes formatos -radiofónico, televisivo, en línea y pódcast-.
No obstante, la serie también recibió algunos apuntes negativos. Desde el observatorio Mèdia.cat se ensalzó la innovación recursiva propia y alejada del crimen real estadounidense, tales como el efecto confesionario de los entrevistados, pero a la vez se criticó la insensibilidad hacia las víctimas, sus rasgos de prensa amarilla, las alabanzas a menudo injustificadas hacia la labor policial y también la falta de una perspectiva feminista respecto a los crímenes machistas y al síndrome de la mujer blanca desaparecida.